# Night Work
Night Work – trzeci album amerykańskiego zespołu Scissor Sisters wydany w 2010 roku. Płyta zadebiutowała na 18 miejscu Billboard 200 rozchodząc się w pierwszym tygodniu w 18,260 egzemplarzy. W Wielkiej Brytanii album zadebiutował na drugim miejscu, poprzedzony albumem Eminema Recovery, sprzedając się w 46,071 kopii. W drugim tygodniu album spadł na czwartą pozycję.

## Lista utworów
| #                                  | Tytuł                                       | Autorzy                                                  | Produkcja                     | Długość |
| ---------------------------------- | ------------------------------------------- | -------------------------------------------------------- | ----------------------------- | ------- |
| 1.                                 | "Night Work"                                | Jason Sellards, Scott Hoffman, Derek Gruen, Stuart Price | Stuart Price, Scissor Sisters | 3:08    |
| 2.                                 | "Whole New Way"                             | Sellards, Hoffman, Price                                 | Stuart Price, Scissor Sisters | 2:53    |
| 3.                                 | "Fire with Fire"                            | Sellards, Hoffman, Price                                 | Stuart Price, Scissor Sisters | 4:13    |
| 4.                                 | "Any Which Way"                             | Sellards, Hoffman, Ana Lynch, Price                      | Stuart Price, Scissor Sisters | 4:41    |
| 5.                                 | "Harder You Get"                            | Sellards, Hoffman, Price                                 | Stuart Price, Scissor Sisters | 3:06    |
| 6.                                 | "Running Out"                               | Sellards, Hoffman, Santi White                           | Stuart Price, Scissor Sisters | 3:09    |
| 7.                                 | "Something Like This"                       | Sellards, Hoffman                                        | Stuart Price, Scissor Sisters | 3:02    |
| 8.                                 | "Skin This Cat"                             | Sellards, Lynch, Hoffman                                 | Stuart Price, Scissor Sisters | 2:41    |
| 9.                                 | "Skin Tight"                                | Sellards, Hoffman, Price                                 | Stuart Price, Scissor Sisters | 3:26    |
| 10.                                | "Sex and Violence"                          | Sellards, Hoffman                                        | Stuart Price, Scissor Sisters | 4:14    |
| 11.                                | "Night Life"                                | Sellards, Hoffman, Lynch, Gruen, Price                   | Stuart Price, Scissor Sisters | 3:37    |
| 12.                                | "Invisible Light"                           | Sellards, Hoffman, Lynch, Price                          | Stuart Price, Scissor Sisters | 6:14    |
| iTunes Deluxe Edition bonus tracks |                                             |                                                          |                               |         |
| 13.                                | ""Fire With Fire" (Digital Dog Radio Edit)  |                                                          |                               | 2:42    |
| 14.                                | "Invisible Light" (Siriusmo Remix)          |                                                          |                               | 4:34    |
| Japan bonus track                  |                                             |                                                          |                               |         |
| 13.                                | "Fire With Fire" (Digital Dog Radio Edit)   |                                                          |                               | 2:42    |
| 14.                                | "Invisible Light" (Stuart Price US 12" Mix) |                                                          |                               | 7:27    |
| 15.                                | "Invisible Light" (Siriusmo Remix)          |                                                          |                               | 4:34    |

## Notowania i certyfikaty
| Lista (2010)                         | Najwyższa pozycja |
| ------------------------------------ | ----------------- |
| Australian Albums Chart              | 10                |
| Austrian Albums Chart                | 36                |
| Belgian Flanders Albums Chart        | 43                |
| Belgian Wallonia Albums Chart        | 38                |
| Danish Albums Chart                  | 36                |
| Dutch Albums Chart                   | 29                |
| Finnish Albums Chart                 | 22                |
| French Albums Chart                  | 19                |
| German Top 100                       | 29                |
| Irish Albums Chart                   | 11                |
| Greek Albums Chart                   | 2                 |
| New Zealand Albums Chart             | 36                |
| Norwegian Albums Chart               | 31                |
| Spanish Albums Chart                 | 28                |
| Swedish Albums Chart                 | 15                |
| Swiss Albums Chart                   | 12                |
| US Billboard 200                     | 18                |
| US Billboard Digital Albums          | 5                 |
| US Billboard Dance/Electronic Albums | 3                 |
| US Billboard Independent Albums      | 1                 |
| UK Albums Chart                      | 2                 |

| Kraj                  | Certyfikat |
| --------------------- | ---------- |
| Wielka Brytania (BPI) | Złoto      |